# Bara István (orvos)
Bara István 18. századi orvos.
Zágoni származású, a humán tárgyakat és bölcseletet hazájában elsajátítva, 1746-tól a franekeri egyetemen, 1752-től az utrechti egyetemen, utána rövid ideig Angliában, majd 1754-től Göttingenben végezte orvosi tanulmányait. 1757-ben Göttingenben Georg Gottlob Richter professzornál írta értekezését a közönséges gyulladás elméletéről és a heveny lázak kezelésében rosszul irányított érvágásról Dissertatio inaug. de theoria inflammationum male dirigente (Göttingae, 1757.) címmel, mellyel orvosdoktori oklevelet szerzett.
Botanikai könyveket kölcsönzött Fridvalszky Jánosnak, és részt vett a kutatásaiban: Fridvalszky vele véleményeztette orvosi szempontból az általa felfedezett gyógyhatású anyagokat, például a keserűsót és timsót